# Rabbit Island (Grenadinen)
Rabbit Island ist eine kleine unbewohnte Insel der Grenadinen. Sie gehört zum Inselstaat St. Vincent und die Grenadinen und liegt etwa 50 Meter östlich der Insel Mustique vorgelagert. 